# Claudio Borghi
Claudio Daniel Borghi Bidos (Castelar, Buenos Aires, 28 de septiembre de 1964) es un exfutbolista y exentrenador de futbol argentino nacionalizado chileno. Como jugador, fue campeón de la Copa Mundial de la FIFA  de 1986 con la selección argentina. Se desempeñaba en la posición de mediocampista ofensivo o enganche y su primer equipo fue Argentinos Juniors. Dirigió por última vez en 2016 a Liga de Quito.
En 2002 inició su carrera como entrenador dirigiendo a Audax Italiano.
Es (junto a Diego Maradona) uno de los máximos ídolo de Argentinos Juniors y es ídolo en Colo-Colo de Chile, ya que en ambos clubes se consagró campeón como jugador y como entrenador. Además integró el plantel de la Selección Argentina que obtuvo la Copa del Mundo en 1986.
Es considerado uno de los mejores futbolistas del fútbol argentino. Talentoso mediocampista, con buena pegada y gambeta, llegó a ser elegido en el Once ideal de América en 1985 con apenas 21 años.
Se desempeñó como comentarista deportivo en TNT Sports Chile, junto a Verónica Bianchi, Marcelo Vega, Juvenal Olmos, entre otros.

## Trayectoria

### Como jugador

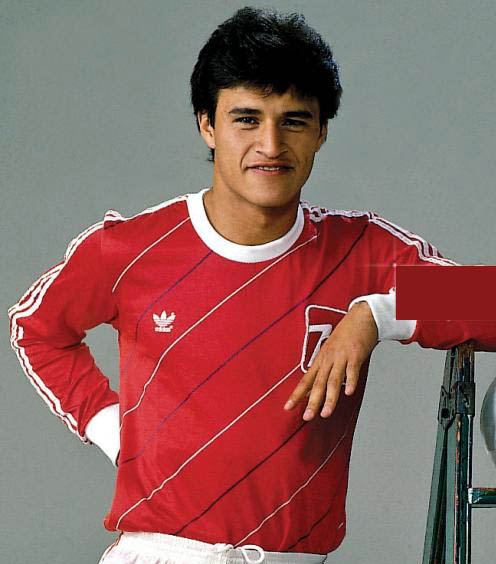
Borghi en 1985 con Argentinos Juniors

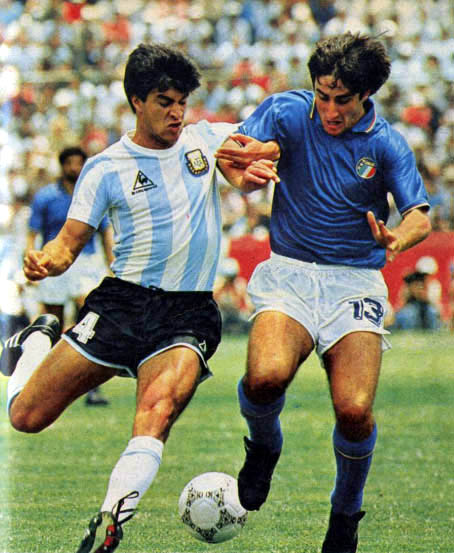
Borghi disputando el balón con Fernando De Napoli durante el Mundial México 86'.

Debutó a principios de los años 1980 en Argentinos Juniors, donde se lo llegó a comparar con Diego Armando Maradona, pero su carrera no alcanzó a ser tan destacada como la de él. Existían grandes esperanzas depositadas en su juego durante el Mundial de 1986, pero allí sólo jugó los primeros partidos.
En Argentinos Juniors, club que lo vio nacer, fue figura en el plantel que obtuvo la Copa Libertadores en el año 1985, obteniendo el derecho de jugar la Copa Intercontinental en Japón contra la Juventus, que contaba entre sus filas con Michael Laudrup y Michel Platini, entre otros. En esa final Claudio Borghi fue la gran figura del partido, a pesar de que el equipo argentino caería derrotado en la tanda de penales.
Tras el mundial de México fue transferido por Argentinos Juniors en una cifra millonaria muy importante en dólares al fútbol europeo, precisamente al AC Milan, escuadra en la que no pudo jugar partidos oficiales y apenas disputó algunos amistosos debido al cupo de extranjeros: fue cedido primero al Como y luego al Neuchâtel Xamax de Suiza.
Finalmente, a mediados de 1988 volvió al fútbol sudamericano en River Plate, y asesorado por su representante Hugo Rey, llegó a los siguientes clubes en su campaña deportiva como jugador: Flamengo de Brasil, Independiente, Unión de Santa Fe, Huracán; Colo-Colo de Chile, club del cual se declara hincha (allí consiguió la Recopa Sudamericana 1992 y la Copa Interamericana 1992); Platense, Correcaminos de la UAT de México y posteriormente vuelve a Chile, donde destacó en O'Higgins, Audax Italiano y Santiago Wanderers, club donde se retiró de la práctica activa del fútbol.

### Como entrenador

#### Primera etapa: clubes chilenos
Luego del retiro, incursionó en la representación deportiva, conformando la empresa Passball junto a Hugo Rubio e Iván Zamorano, cuando recibe el llamado de Roberto Hernández en 2001, transformándose en su ayudante técnico en Colo-Colo. Debutó profesionalmente en Audax Italiano en octubre de 2002, para incursionar luego en el fútbol universitario, en la selección de la Universidad de Las Américas.
Posteriormente en diciembre de 2005 fue contratado como técnico de Colo-Colo, donde consiguió el primer tetracampeonato de un club de fútbol en Chile, y logró además llegar a la final de la Copa Sudamericana en 2006, perdiendo el encuentro definitorio frente al Pachuca de México. El fin de su período como técnico de Colo-Colo llegó el día 28 de marzo de 2008, en el que presentó su renuncia, argumentando problemas personales y desgaste en su relación con la dirigencia del club. Se trataba de la cuarta vez que Claudio Borghi presentaba su renuncia, sin que en las tres primeras se concretara.

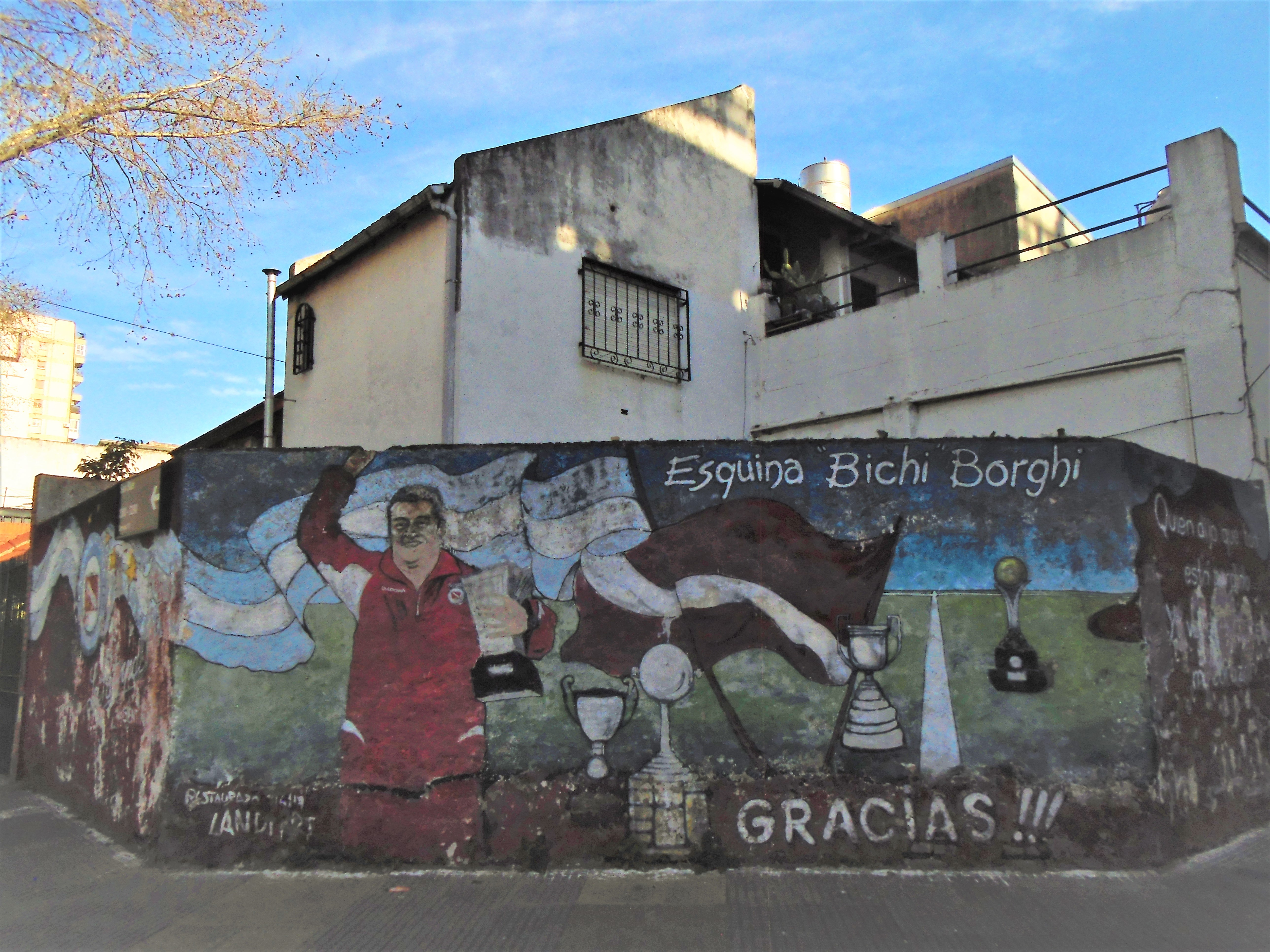
Mural en homenaje a Claudio Borghi, en la esquina de Gavilán y San Blas, frente al estadio de Argentinos Juniors.

#### Clubes argentinos
En abril de 2008 firmó su vínculo como técnico de Independiente de Argentina. Debutó el domingo 11 de mayo, con una victoria ante San Lorenzo de Almagro por 1 a 0. Tras una breve y muy irregular campaña, el 5 de octubre de 2008 presentó su renuncia como técnico del Rojo, luego de perder por 1 a 0 frente a Huracán, siendo sustituido por Miguel Ángel Santoro.
En mayo de 2009 asume como director técnico de Argentinos Juniors, el club donde realizara todas las divisiones juveniles y debutara en Primera División, habiendo salido campeón por primera vez en el fútbol. Logra que su equipo se destaque con grandes actuaciones sobre el resto y obteniendo el título de campeón del Torneo Clausura 2010, en forma brillante, siendo Argentinos Juniors, el equipo más goleador del torneo. No renueva su contrato, debido a que es tentado con una suculenta cifra en dólares para dirigir a Boca Juniors. Es un verdadero ídolo en La Paternal, barrio donde tiene una esquina dedicada exclusivamente a él, pintada por los hinchas en el barrio, frente justo al estadio (San Blas y Gavilán). También, una de las tribunas del Estadio Diego Armando Maradona lleva su nombre desde enero de 2014.
El 20 de mayo de 2010 es presentado como nuevo director técnico de Boca Juniors, iniciando así su segundo desafío como entrenador de un equipo grande de la Argentina, tras su paso por Independiente en 2008. Su debut en la banca xeneize se produjo el 9 de julio de 2010 en un partido amistoso en Brasil frente a Palmeiras donde Boca derrotó al conjunto paulista por 2-0 y que marcó la despedida del Estadio Palestra Italia que sería cerrado por remodelación. El 17 de noviembre de 2010, y luego de perder por 1 a 0 el Superclásico con River Plate el día anterior, presenta su renuncia como director técnico de Boca, utilizando como argumento las 7 derrotas, 2 empates y 5 victorias en 14 encuentros, además del bajo nivel futbolístico desarrollado por los jugadores hasta entonces.

#### Entrenador de la Selección chilena
El 24 de febrero de 2011 es presentado por la Federación de Fútbol de Chile como el nuevo director técnico de la Selección de Chile, sucediendo en el cargo a Marcelo Bielsa. En marzo de ese año, durante una gira con la selección chilena por Portugal y los Países Bajos, consigue un empate 1-1 con Portugal en Leiría y un triunfo por 2-0 contra Colombia en La Haya.
Meses más tarde, para la Copa América 2011, con Chile participaría quedando eliminado luego de ser derrotado por Venezuela, en cuartos de final; siendo criticado duramente por la prensa nacional y por la opinión pública.
En octubre de 2012, y ya disputando los partidos clasificatorios para el Mundial de Brasil 2014, Chile bajo la dirección de Borghi ha tenido cuatro victorias (4-2 ante Perú, 2-0 ante Paraguay, 2-0 ante Bolivia, y 2-0 ante Venezuela) y cinco derrotas (4-1 ante Argentina, 4-0 ante Uruguay, 3-1 ante Colombia, 3-1 ante Ecuador y nuevamente 2-1 ante Argentina).
Tras la derrota con Ecuador, principalmente se ha discutido acerca de la calidad de Borghi al mando de la dirección técnica del combinado chileno. Se ha comentado acerca de falta de identidad y de colectividades por parte de la selección, y que las individualidades no logran dar la talla que dan en el extranjero, como es el caso de Arturo Vidal y Alexis Sánchez principalmente, entre otros.
Finalmente, el 14 de noviembre de 2012, y tras perder por 1-3 un partido amistoso que enfrentó a las selecciones de Chile y Serbia, la ANFP destituye a Borghi de su puesto como entrenador, pidiéndole expresamente "dar un paso al costado". El balance final de Borghi en el seleccionado austral fue de 11 triunfos (6 en partidos oficiales y 5 en amistosos), 5 empates y 11 derrotas en 29 cotejos, con un rendimiento que no superó el 50 %.
| 1  | 26 de marzo de 2011      | Leiría         | Portugal  | 1-1 | Amistoso                               | Matías Fernández                                               |
| 2  | 29 de marzo de 2011      | La Haya        | Colombia  | 2-0 | Amistoso                               | Matías Fernández y Jean Beausejour                             |
| 3  | 19 de junio de 2011      | Santiago       | Estonia   | 4-0 | Amistoso                               | Matías Fernández, Waldo Ponce, Humberto Suazo y Alexis Sánchez |
| 4  | 23 de junio de 2011      | Asunción       | Paraguay  | 0-0 | Amistoso                               |                                                                |
| 5  | 4 de julio de 2011       | San Juan       | México    | 2-1 | Copa América Argentina 2011            | Esteban Paredes y Arturo Vidal                                 |
| 6  | 8 de julio de 2011       | Mendoza        | Uruguay   | 1-1 | Copa América Argentina 2011            | Alexis Sánchez                                                 |
| 7  | 12 de julio de 2011      | Mendoza        | Perú      | 1-0 | Copa América Argentina 2011            | Autogol                                                        |
| 8  | 17 de julio de 2011      | San Juan       | Venezuela | 1-2 | Copa América Argentina 2011            | Humberto Suazo                                                 |
| 9  | 10 de agosto de 2011     | Montpellier    | Francia   | 1-1 | Amistoso                               | Nicolás Córdova                                                |
| 10 | 2 de septiembre de 2011  | San Galo       | España    | 3-2 | Amistoso                               | Mauricio Isla y Eduardo Vargas                                 |
| 11 | 4 de septiembre de 2011  | Barcelona      | México    | 1-0 | Amistoso                               |                                                                |
| 12 | 7 de octubre de 2011     | Buenos Aires   | Argentina | 4-1 | Clasificatorias Mundial de Brasil 2014 | Matías Fernández                                               |
| 13 | 11 de octubre de 2011    | Santiago       | Perú      | 4-2 | Clasificatorias Mundial de Brasil 2014 | Waldo Ponce, Eduardo Vargas, Gary Medel y Humberto Suazo       |
| 14 | 11 de noviembre de 2011  | Montevideo     | Uruguay   | 4-0 | Clasificatorias Mundial de Brasil 2014 |                                                                |
| 15 | 15 de noviembre de 2011  | Santiago       | Paraguay  | 2-0 | Clasificatorias Mundial de Brasil 2014 | Pablo Contreras y Matías Campos                                |
| 16 | 21 de diciembre de 2011  | La Serena      | Paraguay  | 3-2 | Amistoso                               | Sebastián Pinto (3)                                            |
| 17 | 15 de febrero de 2012    | Luque          | Paraguay  | 2-0 | Amistoso                               |                                                                |
| 18 | 29 de febrero de 2012    | Filadelfia     | Ghana     | 1-1 | Amistoso                               | Matías Fernández                                               |
| 19 | 21 de marzo de 2012      | Arica          | Perú      | 3-1 | Copa del Pacífico 2012                 | Esteban Paredes, Enzo Andía y Eugenio Mena                     |
| 20 | 11 de abril de 2012      | Tacna          | Perú      | 0-3 | Copa del Pacífico 2012                 | Eugenio Mena, Felipe Flores y Bryan Carrasco                   |
| 21 | 2 de junio de 2012       | La Paz         | Bolivia   | 0-2 | Clasificatorias Mundial de Brasil 2014 | Charles Aránguiz y Arturo Vidal                                |
| 22 | 9 de junio de 2012       | Puerto La Cruz | Venezuela | 0-2 | Clasificatorias Mundial de Brasil 2014 | Matías Fernández y Charles Aránguiz                            |
| 23 | 15 de agosto de 2012     | Nueva York     | Ecuador   | 0-3 | Amistoso                               |                                                                |
| 24 | 11 de septiembre de 2012 | Santiago       | Colombia  | 1-3 | Clasificatorias Mundial de Brasil 2014 | Matías Fernández                                               |
| 25 | 12 de octubre de 2012    | Quito          | Ecuador   | 3-1 | Clasificatorias Mundial de Brasil 2014 | Autogol                                                        |
| 26 | 16 de octubre de 2012    | Santiago       | Argentina | 1-2 | Clasificatorias Mundial de Brasil 2014 | Felipe Gutiérrez                                               |
| 27 | 14 de noviembre de 2012  | San Galo       | Serbia    | 1-3 | Amistoso                               | Ángelo Henríquez                                               |

#### Segundo ciclo en Argentinos Juniors
A comienzos de 2014 vuelve a Argentinos Juniors, luego de la renuncia de Ricardo Caruso Lombardi, con el objetivo de evitar el descenso del club que lo formó. Pero no lo logró y ya en la Primera B Nacional, renunció el 25 de octubre cuando el equipo marchaba octavo en la clasificación zonal con 15 puntos, a siete de los puestos de ascenso directo a Primera. Como contrapartida, el equipo se había clasificado a las semifinales de la Copa Argentina, pero no era el objetivo prioritario.

#### Liga de Quito
En 2016 es contratado por la Liga Deportiva Universitaria de Quito. El 27 de marzo, tras una deplorable presentación en donde Liga de Quito perdió por goleada 5x0 ante Barcelona Sporting Club, catalogado rival directo, en el Estadio Monumental, dejó su cargo por los malos resultados evidenciados.

## Clubes

### Como jugador
| Club                   | País      | Año       |
| ---------------------- | --------- | --------- |
| Argentinos Juniors     | Argentina | 1981-1987 |
| A.C.Milan              | Italia    | 1987      |
| Como 1907              | Italia    | 1987-1988 |
| Neuchâtel Xamax        | Suiza     | 1988      |
| River Plate            | Argentina | 1988-1989 |
| Flamengo               | Brasil    | 1989      |
| Independiente          | Argentina | 1990      |
| Unión de Santa Fe      | Argentina | 1990-1991 |
| Huracán                | Argentina | 1991      |
| Colo-Colo              | Chile     | 1992      |
| Platense               | Argentina | 1992-1993 |
| Correcaminos de la UAT | México    | 1994      |
| O'Higgins              | Chile     | 1995      |
| Audax Italiano         | Chile     | 1996      |
| Santiago Wanderers     | Chile     | 1998      |

### Estadísticas como entrenador
| Equipo                       | Torneo               | Estadísticas | Estadísticas | Estadísticas | Estadísticas | Estadísticas | Estadísticas | Estadísticas | Estadísticas  | Estadísticas |
| Equipo                       | Torneo               | PJ           | G            | E            | P            | GF           | GC           | DG           | Efectividad % |              |
| ---------------------------- | -------------------- | ------------ | ------------ | ------------ | ------------ | ------------ | ------------ | ------------ | ------------- | ------------ |
| Colo-Colo · Chile            | 2006                 | 48           | 31           | 7            | 10           | 125          | 63           | +62          | 69,44 %       |              |
| Colo-Colo · Chile            | CL 2006              | 2            | 0            | 0            | 2            | 4            | 8            | -4           | 0 %           |              |
| Colo-Colo · Chile            | CS 2006              | 12           | 8            | 1            | 3            | 28           | 12           | +16          | 69,44 %       |              |
| Colo-Colo · Chile            | 2007                 | 47           | 31           | 12           | 4            | 103          | 39           | +64          | 74,47 %       |              |
| Colo-Colo · Chile            | CL 2007              | 8            | 4            | 0            | 4            | 14           | 11           | +3           | 50 %          |              |
| Colo-Colo · Chile            | CS 2007              | 6            | 1            | 5            | 0            | 7            | 4            | +3           | 44 %          |              |
| Colo-Colo · Chile            | 2008                 | 11           | 6            | 2            | 3            | 22           | 15           | +7           | 60,60 %       |              |
| Colo-Colo · Chile            | CL 2008              | 4            | 2            | 0            | 2            | 8            | 8            | 0            | 50 %          |              |
| Colo-Colo · Chile            | Total                | 138          | 83           | 27           | 28           | 311          | 160          | +151         | 66,66 %       |              |
| Independiente Argentina      | 2007/08              | 6            | 1            | 5            | 0            | 3            | 2            | +1           | 44 %          |              |
| Independiente Argentina      | 2008/09              | 9            | 2            | 4            | 3            | 7            | 9            | -2           | 37,04 %       |              |
| Independiente Argentina      | CS 2008              | 2            | 1            | 0            | 1            | 3            | 3            | 0            | 50 %          |              |
| Independiente Argentina      | Total                | 17           | 4            | 9            | 4            | 13           | 14           | -1           | 41,18 %       |              |
| Boca Juniors Argentina       | 2010/11              | 14           | 5            | 2            | 7            | 16           | 17           | -1           | 40,48 %       |              |
| Boca Juniors Argentina       | Total                | 14           | 5            | 2            | 7            | 16           | 17           | -1           | 40,48 %       |              |
| Selección de Chile · Chile   | Amistoso             | 12           | 5            | 3            | 4            | 20           | 15           | +5           | 50 %          |              |
| Selección de Chile · Chile   | CA 2011              | 4            | 2            | 1            | 1            | 5            | 4            | +1           | 58,33 %       |              |
| Selección de Chile · Chile   | Eliminatoria 2014    | 9            | 4            | 0            | 5            | 14           | 18           | -4           | 44 %          |              |
| Selección de Chile · Chile   | Total                | 25           | 11           | 4            | 10           | 39           | 37           | +2           | 49,33 %       |              |
| Argentinos Juniors Argentina | 2008/09              | 3            | 0            | 1            | 2            | 2            | 6            | -4           | 11 %          |              |
| Argentinos Juniors Argentina | 2009/10              | 38           | 20           | 13           | 5            | 64           | 43           | +21          | 64,03 %       |              |
| Argentinos Juniors Argentina | 2013/14              | 19           | 3            | 6            | 10           | 9            | 21           | -12          | 26,31 %       |              |
| Argentinos Juniors Argentina | CA 2013/14           | 3            | 1            | 2            | 0            | 2            | 1            | +1           | 55,55 %       |              |
| Argentinos Juniors Argentina | 2014                 | 13           | 4            | 3            | 6            | 6            | 11           | -5           | 38,46 %       |              |
| Argentinos Juniors Argentina | Total                | 76           | 28           | 25           | 23           | 83           | 82           | +1           | 47,81 %       |              |
| Liga de Quito · Ecuador      | 2016                 | 7            | 2            | 2            | 3            | 3            | 9            | -6           | 38,09 %       |              |
| Liga de Quito · Ecuador      | CL 2016              | 3            | 1            | 0            | 2            | 3            | 6            | -3           | 33 %          |              |
| Liga de Quito · Ecuador      | Total                | 10           | 3            | 2            | 5            | 6            | 15           | -9           | 36 %          |              |
| Total en sus equipos         | Total en sus equipos | 280          | 134          | 69           | 77           | 468          | 325          | +143         | 56,07 %       |              |

Actualizado el 17 de mayo de 2016. 

## Selección nacional

### Participaciones en Copas del Mundo
| Mundial              | Sede   | Resultado | PJ | G |
| -------------------- | ------ | --------- | -- | - |
| Copa Mundial de 1986 | México | Campeón   | 2  | 0 |

## Palmarés

### Como jugador

#### Campeonatos nacionales
| Título           | Equipo             | País      | Año    |
| ---------------- | ------------------ | --------- | ------ |
| Primera División | Argentinos Juniors | Argentina | M-1984 |
| Primera División | Argentinos Juniors | Argentina | N-1985 |

#### Campeonatos internacionales
| Título                  | Equipo                 | Sede          | Año  |
| ----------------------- | ---------------------- | ------------- | ---- |
| Copa Libertadores       | Argentinos Juniors     | Asunción      | 1985 |
| Copa Interamericana     | Argentinos Juniors     | Puerto España | 1986 |
| Copa Mundial de la FIFA | Selección de Argentina | México        | 1986 |
| Recopa Sudamericana     | Colo-Colo              | Kōbe          | 1992 |
| Copa Interamericana     | Colo-Colo              | Santiago      | 1992 |

### Como entrenador

#### Nivel Amateur
- Campeón Metropolitano torneo de Asociación Deportiva de Universidades Privadas con Universidad de Las Américas (Chile), 2003.
- Campeón Metropolitano torneo de Asociación Deportiva de Universidades Privadas con Universidad de Las Américas, 2004.
- Campeón Nacional torneo de Asociación Deportiva de Universidades Privadas con Universidad de Las Américas, 2004.
- Campeón Torneo Uniliga con Universidad de Las Américas, 2004.
- Campeón Sudamericano de universidades en "Copa Integración Americana" realizada en Montevideo, Uruguay, dirigiendo a Universidad de Las Américas, 2004.
- Campeón Metropolitano torneo de Asociación Deportiva de Universidades Privadas con Universidad de Las Américas, 2005.
- Campeón Copa Andina y Copa Bernardo O’Higgins con Universidad de Las Américas, 2005.

### Campeonatos nacionales
| Título           | Equipo             | País      | Año    |
| ---------------- | ------------------ | --------- | ------ |
| Primera División | Colo-Colo          | Chile     | A-2006 |
| Primera División | Colo-Colo          | Chile     | C-2006 |
| Primera División | Colo-Colo          | Chile     | A-2007 |
| Primera División | Colo-Colo          | Chile     | C-2007 |
| Primera División | Argentinos Juniors | Argentina | C-2010 |

#### Distinciones individuales
| Distinción                                       | Año  |
| ------------------------------------------------ | ---- |
| Entrenador del año en Sudamérica                 | 2006 |
| Mejor entrenador de la Primera División de Chile | 2007 |

| Predecesor: Aníbal Ruiz       | Mejor Director Técnico Sudamericano del año 2006              | Sucesor: Gerardo Martino      |
| Predecesor: Ricardo Dabrowski | Director técnico de Colo-Colo 2006-2008                       | Sucesor: Fernando Astengo     |
| Predecesor: Abel Alves        | Director Técnico de Boca Juniors 2010                         | Sucesor: Julio César Falcioni |
| Predecesor: Marcelo Bielsa    | Director Técnico de la Selección de fútbol de Chile 2011-2012 | Sucesor: Jorge Sampaoli       |